# BNF (együttes)
A BNF (Bat, Nick, Frank) magyar pop–rock együttes, mely 2009 októberében alakult.

## Pályafutásuk
A zenekar tagjai 2008 decemberében ismerkedtek meg egy amszterdami repülőtéren.
Első daluk, az Éld át 2009-ben jelent meg, ami nagy sikert aratott. A klipet a Lágymányosi híd közelében lévő egykori MÁV-szerelőcsarnokban forgatták.
2010-ben VIVA Comet díjra jelölték a csapatot, „a legjobb új előadó” és „a legjobb együttes” kategóriákban. Ezek közül „a legjobb új előadó” kategóriájának díját sikerült elnyerniük.

## Tagok
Zorigt Batjin
Szülei Mongóliából származnak, de Magyarországon jártak egyetemre, így kerültek az országba. Gimnáziumi évei alatt sokat atletizált, azon belül középtávfutó volt, és rengeteg versenyen vett részt. Többször volt országos bajnokságon dobogós. A sport mellett érdekelte az éneklés, ezért önszorgalomból elkezdte látogatni a fővárosi karaoke-klubokat. Egy angol zongorista tanácsolta neki, hogy képeztesse hangját. Az énekléssel azonban nem érte be, így basszusgitározással is elkezdett foglalkozni.
Nagy Viktor
1986. március 29-én született Budapesten. 6 éves kora óta énekel. A megelőző pár évben szinkronszínészként is tevékenykedett, számos fiatal színésznek kölcsönözte a hangját. Több népszerű zenekar lemezén vokálozott (például: Hooligans, Fekete Dávid).
Márton Ádám
1986. augusztus 26-án született Gyöngyösön. Itt kezdte tanulmányait, majd felköltözött Budapestre, ahol beiratkozott egy művészeti gimnáziumba. Az iskola keretein belül számos rendezvényen, köztük tv-adásban és egyéb kisebb-nagyobb zenei esteken lépett fel énekesként. Országos hírű énektanárokhoz iratkozott be, és javaslatukra az éneklés mellett gitározni is megtanult. Az aktív zenehallgatás mellett komplett dalokat is ír, illetve szerkeszt.[forrás?]